# Catherine André
Pour les articles homonymes, voir André.
Catherine André, née le 17 décembre 1965 à Tournon-sur-Rhône (Ardèche), est une femme politique française. Membre des Républicains, elle est brièvement sénatrice de l'Ardèche entre juin et septembre 2020.

## Biographie
Catherine André commence sa carrière politique en mars 2008 en étant élue au conseil municipal de Tournon-sur-Rhône dans la liste du nouveau maire Frédéric Sausset. Elle sera successivement 5e puis 4e adjointe au maire de la ville jusqu'en 2020.
Le 28 juin 2020, elle succède à Jacques Genest en tant que sénatrice de l'Ardèche.

## Mandats
- 22 mars 2008 - 29 mars 2014 : 5e adjointe de Tournon-sur-Rhône
- 22 mars 2014 - 3 juillet 2020 : 4e adjointe de Tournon-sur-Rhône
- 28 juin 2020 - 1er octobre 2020 : Sénatrice de l'Ardèche